# Дзевалтовский-Гинтовт, Александр Казимир
Архиепископ Александр Казимир Дзевалтовский-Гинтовт (пол. Aleksander Kazimierz Gintowt-Dziewałtowski; 26 февраля 1821, Ковенская губерния — 14 августа 1889, Дудергоф, Санкт-Петербургская губерния) — российский католический епископ, восьмой архиепископ Могилёвский.

## Биография
Происходил из древнего польско-литовского дворянского рода. Родился 26 февраля (10 марта) 1821 года в родовом поместье своего отца Воишканы в Ковенской губернии.
Сначала учился в школе городка Кейданы, в 1839—1845 годах — в Виленской католической духовной семинарии, где получил степень бакалавра. В 1845 году администратором Виленской епархии епископом Я. Цивиньским был рукоположён во пресвитера и назначен викарием прихода в Вилькомире (Ковенская губерния). Одновременно исполнял обязанности префекта и законоучителя в Вилькомирском уездном училище. С 1849 года — настоятель прихода в Янишках (Ковенская губерния), с 1855 года — настоятель прихода в Гродно и декан Гродненского деканата.
С 1861 года — архидиакон Белостокский. В 1863—1866 годах, с разрешения гродненского губернатора, являлся официальным духовником политических заключенных. С 1864 года — почётный каноник Виленского и Сейненского (Августовского) капитулов.
В 1870 году, за отказ подчиниться требованию правительства об употреблении в дополнительных католических богослужениях и проповедях русского языка вместо польского, на 2 года отстранён от духовной деятельности и выслан в Сувалки.
11 февраля 1872 года папой Римским Пием IX назначен титулярным епископом Еленополитанским, суффраганом Плоцкой епархии (Польша); поселился в Плоцке.  
После одобрения папского указа Александром II, 6 августа 1872 года в церкви Св. Екатерины в Санкт-Петербурге архиепископом Могилёвским Антонием Фиалковским был рукоположён в епископы. С 1876 года — апостольский администратор Плоцкой епархии.
3 марта 1883 года папой Римским Львом XIII назначен архиепископом Могилёвским, митрополитом всех Римско-католических церквей Российской империи; с 1 мая 1883 года вступил в должность в Санкт-Петербурге. В 1883—1889 годах — апостольский администратор Минской епархии и председатель Римско-католической духовной коллегии.
Умер в ночь с 13 на 14 (26) августа 1889 года в Дудергофе Санкт-Петербургской губернии «от нарыва в брюшной полости». Похоронен в крипте храма Посещения пресвятой девой Марией Елизаветы, расположенного на территории Выборгского римско-католического кладбища в Санкт-Петербурге.

## Награды
- Орден Святой Анны 1-й степени
- Орден Святого Станислава 1-й степени
- Орден Святого Владимира 3-й степени
- Орден Святой Анны 2-й степени
- Орден Святого Станислава 2-й степени